# Eva Manguán
Eva Manguán Valderrama (Madrid, 15 de marzo de 1979) es una exjugadora española de fútbol sala y comentarista. Fue elegida por el UMBRO Futsal Awards como la mejor jugadora de fútbol sala del mundo en el año 2007 .

## Trayectoria
Sus inicios en el fútbol, comenzaron en la escuela y la plaza del barrio El Recreo en Móstoles, ciudad cercana a Madrid; en un equipo conformado por niñas de la localidad.
Su primer equipo fue conocido como “La Amistad”, fundado por el Club "Escuela Deportiva Los Molinos" en el año de 1988 con motivo de las fiestas del barrio Los Molinos de Móstoles.
Su fundador, Ángel Nuevo, con la inquietud de hacer una competición entre varios equipos de chicas que deseaban jugar fútbol de sala; inicia con la competencia municipal de la liga femenil en el Municipio. Que, posteriormente organizó ligas internas y con otras localidades cercanas al Recreo. 
En donde Manguán destacó como portera pese a ser, según el mismo Ángel Nuevo, la que mejor conducía y golpeaba el balón.
Con quince años, debutó en división de honor en la temporada 95/96. Obteniendo su primer trofeo como máxima goleadora, marcando la cifra de 10 goles en un solo partido y más de 67 goles durante su temporada debut.
Se le reconocen más de 20 premios a nivel individual y catorce a nivel internacional, entre ellos, mejor jugadora del mundo en 2008; además de tres Copas de España, dos Supercopas, entre otros títulos de equipo.
Ha sido nombrada seis veces máxima goleadora de honor.
Fue pregonera de las Fiestas de la Independencia del 2 de mayo de Móstoles, en el año 2010.
Actualmente es comentarista de la sección de Fútbol Femenino en COPA y milita en el Móstoles de Primera División, donde juega como pívot.
Diputada en la x legislatura de la Asamblea de Madrid, por el PSOE.

## Selección nacional
A los 17 años, en octubre de 1996, debutó con la selección nacional absoluta, de la mano del seleccionador José Venancio López; donde España pasó a la historia frente a Portugal, con tres goles de Eva.
Siempre ha lucido la camiseta con el número 10 como distintivo. A excepción de la Selección Española donde utiliza el número 9, con el cual debutó en el año 1995.

## Equipos
- AD. La Amistad.
- FSF Los Molinos
- FSF Móstoles
- FSF San Lence
- CD. Futsi Navalcarnero.

- Jugadora de la selección de Madrid desde el año 93. (catorce campeonatos de España jugados con Madrid).
- Jugadora internacional con la selección española desde el año 1995.

## Estadísticas

### Clubes
Actualizado al último partido jugado el 30 de junio de 2014.
| Club | Div.          | Temporada     | Liga  | Liga  | Liga       | Liga      | Copas nacionales(1) | Copas nacionales(1) | Copas nacionales(1) | Copas nacionales(1) | Torneos internacionales(2) | Torneos internacionales(2) | Torneos internacionales(2) | Torneos internacionales(2) | Total(3) | Total(3) | Total(3)   | Total(3)  |
| Club | Div.          | Temporada     | Part. | Goles | Amonestado | Expulsado | Part.               | Goles               | Amonestado          | Expulsado           | Part.                      | Goles                      | Amonestado                 | Expulsado                  | Part.    | Goles    | Amonestado | Expulsado |
| --- | ------------- | ------------- | ----- | ----- | ---------- | --------- | ------------------- | ------------------- | ------------------- | ------------------- | -------------------------- | -------------------------- | -------------------------- | -------------------------- | -------- | -------- | ---------- | --------- |
| FSF Móstoles · España |               |               |       |       |            |           |                     |                     |                     |                     |                            |                            |                            |                            |          |          |            |           |
| 1.ª |               |               |       |       |            |           |                     |                     |                     |                     |                            |                            |                            |                            |          |          |            |           |
| 1995-96* | 2             | 8             | -     | -     | -          | -         | -                   | -                   | -                   | -                   | -                          | -                          | 2                          | 8                          | -        | -        |            |           |
| 1996-97* | 1             | 31            | -     | -     | 2          | 4         | -                   | -                   | -                   | -                   | -                          | -                          | 3                          | 35                         | -        | -        |            |           |
| 1997-98* | 24            | 63            | -     | -     | 4          | 10        | -                   | -                   | -                   | -                   | -                          | -                          | 28                         | 73                         | -        | -        |            |           |
| 1998-99 | 7             | 9             | -     | -     | 0          | 0         | -                   | -                   | -                   | -                   | -                          | -                          | 7                          | 9                          | -        | -        |            |           |
| Total club | Total club    | 34            | 111   | -     | -          | 6         | 14                  | -                   | -                   | -                   | -                          | -                          | -                          | 40                         | 125      | -        | -          |           |
| Sal Lence · España |               |               |       |       |            |           |                     |                     |                     |                     |                            |                            |                            |                            |          |          |            |           |
| 1.ª |               |               |       |       |            |           |                     |                     |                     |                     |                            |                            |                            |                            |          |          |            |           |
| 1998-99* | 3             | 4             | -     | -     | 1          | 0         | -                   | -                   | -                   | -                   | -                          | -                          | 4                          | 4                          | -        | -        |            |           |
| Total club | Total club    | 3             | 4     | -     | -          | 1         | 0                   | -                   | -                   | -                   | -                          | -                          | -                          | 4                          | 4        | -        | -          |           |
| Futsi Navalcarnero · España |               |               |       |       |            |           |                     |                     |                     |                     |                            |                            |                            |                            |          |          |            |           |
| 1.ª |               |               |       |       |            |           |                     |                     |                     |                     |                            |                            |                            |                            |          |          |            |           |
| 1999-00* | 7             | 24            | -     | -     | -          | -         | -                   | -                   | -                   | -                   | -                          | -                          | 7                          | 24                         | -        | -        |            |           |
| 2000-01* | 6             | 10            | -     | -     | -          | -         | -                   | -                   | -                   | -                   | -                          | -                          | 6                          | 10                         | -        | -        |            |           |
| 2001-02* | 3             | 4             | -     | -     | 1          | 2         | -                   | -                   | -                   | -                   | -                          | -                          | 4                          | 6                          | -        | -        |            |           |
| 2002-03* | 3             | 24            | -     | -     | 1          | 6         | -                   | -                   | -                   | -                   | -                          | -                          | 4                          | 30                         | -        | -        |            |           |
| 2003-04* | 6             | 37            | -     | -     | 1          | 4         | -                   | -                   | -                   | -                   | -                          | -                          | 7                          | 41                         | -        | -        |            |           |
| 2004-05* | 27            | 47            | -     | -     | 2          | 2         | -                   | -                   | -                   | -                   | -                          | -                          | 29                         | 49                         | -        | -        |            |           |
| 2005-06 | 30            | 52            | -     | -     | 2          | 4         | -                   | -                   | -                   | -                   | -                          | -                          | 32                         | 56                         | -        | -        |            |           |
| 2006-07 | 27            | 44            | 2     | 0     | 3          | 2         | 1                   | 0                   | -                   | -                   | -                          | -                          | 30                         | 46                         | 3        | 0        |            |           |
| 2007-08 | 16            | 13            | 2     | 0     | 4          | 1         | 0                   | 0                   | -                   | -                   | -                          | -                          | 20                         | 14                         | 2        | 0        |            |           |
| 2008-09 | 25            | 17            | 4     | 0     | 4          | 3         | 0                   | 0                   | -                   | -                   | -                          | -                          | 29                         | 20                         | 4        | 0        |            |           |
| 2009-10 | 23            | 13            | 1     | 0     | 1          | 1         | 0                   | 0                   | -                   | -                   | -                          | -                          | 24                         | 14                         | 1        | 0        |            |           |
| Total club | Total club    | 173           | 285   | 10    | 0          | 19        | 25                  | 1                   | 0                   | -                   | -                          | -                          | -                          | 189                        | 310      | 17       | 0          |           |
| FSF Móstoles · España |               |               |       |       |            |           |                     |                     |                     |                     |                            |                            |                            |                            |          |          |            |           |
| 1.ª |               |               |       |       |            |           |                     |                     |                     |                     |                            |                            |                            |                            |          |          |            |           |
| 2010-11 | 24            | 16            | 2     | 0     | 4          | 0         | 0                   | 0                   | -                   | -                   | -                          | -                          | 28                         | 16                         | 2        | 0        |            |           |
| 2011-12 | 28            | 14            | 4     | 0     | 4          | 1         | 1                   | 0                   | -                   | -                   | -                          | -                          | 32                         | 15                         | 5        | 0        |            |           |
| 2012-13 | 28            | 19            | 5     | 0     | 1          | 0         | 0                   | 0                   | -                   | -                   | -                          | -                          | 29                         | 19                         | 5        | 0        |            |           |
| 2013-14 | 29            | 21            | 4     | 0     | -          | -         | -                   | -                   | -                   | -                   | -                          | -                          | 29                         | 21                         | 4        | 0        |            |           |
| Total club | Total club    | 109           | 70    | 15    | 0          | 9         | 1                   | 1                   | 0                   | -                   | -                          | -                          | -                          | 111                        | 70       | 16       | 0          |           |
| Total carrera | Total carrera | Total carrera | 318   | 470   | 25         | 0         | 33                  | 40                  | 2                   | 0                   | -                          | -                          | -                          | -                          | 351      | 510      | 27         | 0         |
| (1) Incluye datos de Copa de España / Supercopa de España. (2) Incluye datos de Campeonato de Europa de Clubes y Copa Intercontinental. (3) No incluye datos de partidos amistosos. |               |               |       |       |            |           |                     |                     |                     |                     |                            |                            |                            |                            |          |          |            |           |

Nota: En la temporada 1995-96 faltan por comprobar 20 jornadas

Nota: En la temporada 1996-97 faltan por comprobar 23 jornadas

Nota: En la temporada 1997-98 falta por comprobar 1 jornadas

Nota: En la temporada 1998-99 con el Sal Lence, faltan por comprobar 7 jornadas

Nota: En la temporada 1999-00 faltan por comprobar 19 jornadas

Nota: En la temporada 2000-01 faltan por comprobar 19 jornadas

Nota: En la temporada 2001-02 faltan por comprobar 19 jornadas

Nota: En la temporada 2002-03 faltan por comprobar 19 jornadas

Nota: En la temporada 2003-04 faltan por comprobar 20 jornadas

Nota: En la temporada 2004-05 faltan por comprobar 2 jornadas

## Palmarés

### Campeonatos nacionales
| Título                                             | Equipo (*)           | Lugar               | Año  |
| -------------------------------------------------- | -------------------- | ------------------- | ---- |
| Campeona de España de Selecciones Territoriales    | Selección de Madrid  | Gandía              | 1996 |
| Subcampeona de España de Selecciones Territoriales | Selección de Madrid  | Estepona            | 1999 |
| Campeona de España de Selecciones Territoriales    | Selección de Madrid  | Logroño             | 2000 |
| Campeona de España de Selecciones Territoriales    | Selección de Madrid  | Las Rozas de Madrid | 2004 |
| Campeona de España de Selecciones Territoriales    | Selección de Madrid  | Barcelona           | 2005 |
| Campeona de España de Selecciones Territoriales    | Selección de Madrid  | Pinto               | 2006 |
| Campeona de España de Selecciones Territoriales    | Selección de Madrid  | Chiclana            | 2007 |
| Campeona XIII Copa de España de Clubs              | Encofra Navalcarnero | España              | 2007 |
| Campeona XIV Copa de España de Clubs               | Encofra Navalcarnero | España              | 2008 |
| Campeona XV Copa de España de Clubs                | Encofra Navalcarnero | España              | 2009 |
| Campeona XVI Copa de España de Clubs               | FSF. Móstoles        | España              | 2010 |
| Campeona XVII Copa de España de Clubs              | FSF. Móstoles        | España              | 2011 |
| Campeona Supercopa de España                       | Encofra Navalcarnero | España              | 2009 |
| Campeona Supercopa de España                       | FSF. Möstoles        | España              | 2010 |
| Subcampeona liga                                   | Encofra Navalcarnero | España              | 2005 |
| Subcampeona liga                                   | Encofra Navalcarnero | España              | 2006 |
| Subcampeona liga                                   | Encofra Navalcarnero | España              | 2007 |
| Subcampeona liga                                   | Encofra Navalcarnero | España              | 2008 |
| Campeona del I Trofeo Comunidad de Madrid          | Encofra Navalcarnero | España              | 1999 |
| Campeona del II Trofeo Comunidad de Madrid         | Encofra Navalcarnero | España              | 2000 |
| Campeona del IV Trofeo Comunidad de Madrid         | Encofra Navalcarnero | España              | 2002 |
| Campeona del V Trofeo Comunidad de Madrid          | Encofra Navalcarnero | España              | 2003 |
| Campeona del I Trofeo Comunidad de Madrid          | Encofra Navalcarnero | España              | 1999 |
| Subcampeona del III Trofeo Comunidad de Madrid     | Encofra Navalcarnero | España              | 2001 |
| Subcampeona del IV Trofeo Comunidad de Madrid      | Encofra Navalcarnero | España              | 2004 |

### Campeonatos internacionales
| Título                                                                      | Equipo (*)           | País              | Año  |
| --------------------------------------------------------------------------- | -------------------- | ----------------- | ---- |
| Subcampeona II Torneo Sudamericano de futsal femenino                       | Encofra Navalcarnero | Santiago de Chile | 2002 |
| Subcampeona VI Memorial Paolo Sias di Calcio a5 femenino                    | Encofra Navalcarnero | Cerdeña           | 2002 |
| Subcampeona VI Memorial Paolo Sias di Calcio a5 femenino                    | Encofra Navalcarnero | Cerdeña           | 2003 |
| Subcampeona VIII Memorial Paolo Sias di Calcio a5 femenino                  | Encofra Navalcarnero | Cerdeña           | 2004 |
| Campeona I Torneo Internacional Centenario de Puebla,                       | Encofra Navalcarnero | México            | 2004 |
| Campeona Torneo Internacionale di Calcio a 5 femenino Sportmania Futsal Cup | Encofra Navalcarnero | Nápoles           | 2006 |
| Campeona II Torneio Internacional de futsal femenino Carcavelos             | Encofra Navalcarnero | Portugal          | 2006 |
| Campeona I Torneo Internazionale Citta di Carbonia                          | Encofra Navalcarnero | Cerdeña           | 2007 |
| Subcampeona VI torneo Internazionale Nuraghe Arrulin                        | Encofra Navalcarnero | Cerdeña           | 2007 |
| Campeona IV Futsal Women Cup Caorle 07                                      | Encofra Navalcarnero | Venecia           | 2007 |
| Campeona del I Torneo Internacional Ciudad de Miranda de Ebro               | Encofra Navalcarnero | España            | 2008 |

## Palmarés individuales

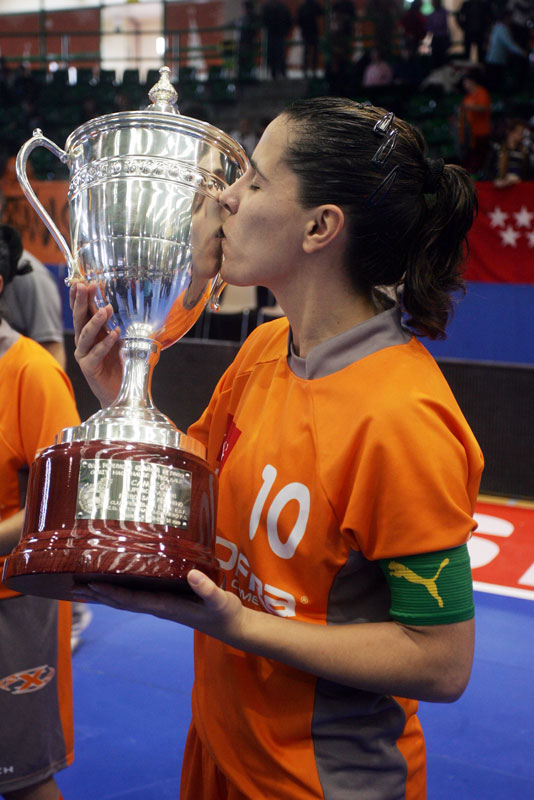
Eva Manguan con la Supercopa de España.

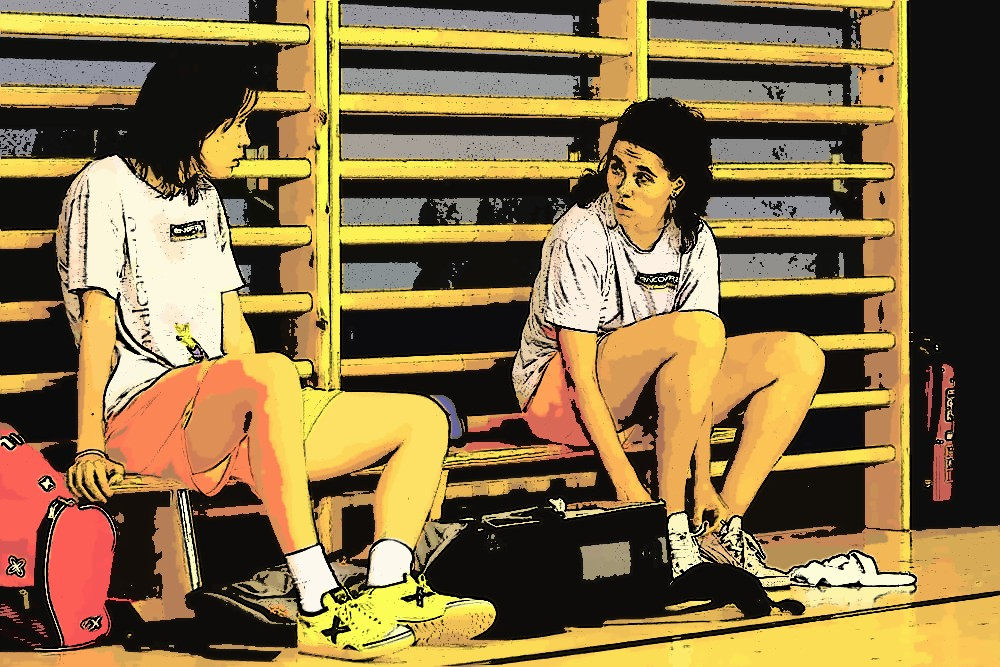
Cómic sobre Eva Manguan y sus compañeras de equipo.

| Distinción                                                                                                   | Año                                |
| --- | ---------------------------------- |
| Premio Ufedema a la mejor jugadora.                                                                          | 1997                               |
| Premio a la mejor pívot                                                                                      | 1997                               |
| Premio mejor jugadora III fiesta del Deporte de Móstoles.                                                    | 1998                               |
| Premio a su trayectoria deportiva Federación Madrileña de Fútbol Sala..                                      | 2005                               |
| Premio en la XV Gala del Deporte de Leganés Mejor jugadora.                                                  | 2006                               |
| Premio a la mejor Deportista I Gala del Deporte de Navalcarnero.                                             | 2006                               |
| Seis veces Trofeo Pichichi a la máxima goleadora de la liga española.                                        | 1999, 2000, 2001, 2004, 2005, 2006 |
| Premio ANEFS en el IX Congreso Nacional de entrenadores, a la mejor jugadora                                 | 2007                               |
| Premio futsala.com como mejor jugadora del año.                                                              | 2007                               |
| Premio 'Fundación Esportus.                                                                                  | 2008                               |
| Máxima Goleadora I Torneo Internacional Villa Real de Navalcarnero.                                          | 2002                               |
| Mejor Jugadora I Torneo Internacional Villa Real de Navalcarnero.                                            | 2002                               |
| Mejor Jugadora VI Torneo Internazionale di Calcio a 5 Memorial Paolo Sias (Cerdeña, Italia, julio).          | 2002                               |
| Mejor Jugadora II Torneo Internacional Villa Real de Navalcarnero.                                           | 2003                               |
| Trofeo Capocannoniere VIII Torneo Internazionale di Calcio a 5 Memorial Paolo Sias (Cerdeña, Italia, julio). | 2004                               |
| Mejor Jugadora XVIII Torneo Nacional F.S “Ciudad de Logroño”, septiembre.                                    | 2004                               |
| Trofeo Capocannoniere II Triangular Internazionale Calcio a 5 femenino Sportmania Futsal Cup 2006, Nápoles   | 2006                               |
| Mejor Jugadora XVIII Torneo Nacional F.S Ciudad de Logroño, septiembre.                                      | 2006                               |
| Melhor Marcadora II Torneio Internacional de futsal femenino Carcavelos, Portugal septiembre.                | 2006                               |
| Miglior Realizzatore IV Futsal Women Cup Caorle, Venecia abril.                                              | 2007                               |
| Miglior Giacatore Calcio a 5 VI Torneo Internazionale Nuraghe Arrulin´07, Italia junio.                      | 2007                               |
| Mejor jugadora del Mundo Umbro Best Women Player Of The World FUTSAL.                                        | 2007                               |

## Cómic
- Cómic, Guerreras del Balón.  : “En este primer número vemos las andanzas de las jugadoras naranjas, de cómo prepararon la Copa de España de 2007 en Teror (Gran Canaria).

- Cómic, La Gran Batalla.  : “En este segundo número vemos como las jugadoras naranjas, ganaron la Copa de España de 2007 en Teror (Gran Canaria).